# Rudolph Valentino, le grand séducteur
Pour plus de détails, voir Fiche technique et Distribution.
Rudolph Valentino, le grand séducteur (Valentino) est un film américain réalisé par Lewis Allen, sorti en 1951.

## Synopsis
La vie de Rudolph Valentino de ses débuts au cinéma jusqu'à sa tragique disparition en 1926.

## Fiche technique
- Titre : Rudolph Valentino, le grand séducteur
- Titre original : Valentino
- Réalisation : Lewis Allen
- Scénario : George Bruce d'après l'histoire Valentino As I Knew Him de George Bruce
- Photographie : Harry Stradling Sr.
- Montage : Daniel Mandell
- Direction artistique : William Flannery
- Décorateur de plateau : Howard Bristol
- Costumes : Travis Banton et Gwen Wakeling
- Musique : Heinz Roemheld
- Production : Jan Grippo producteur associé et Edward Small
- Société de production : Edward Small Productions
- Société de distribution : Columbia Pictures
- Pays d'origine : États-Unis
- Langue : Anglais
- Format : Couleurs (Technicolor) - 35 mm - 1,37:1 - Son : mono (Western Electric Recording)
- Genre : Drame
- Durée : 102 minutes
- Dates de sortie :
  - États-Unis : 10 mars 1951
  - France : 8 septembre 1965

## Distribution
- Anthony Dexter : Rudolph Valentino
- Eleanor Parker : Joan Carlisle / Sarah Gray
- Richard Carlson : William 'Bill' King
- Patricia Medina : Lila Reyes
- Joseph Calleia : Luigi Verducci
- Dona Drake :  Maria Torres
- Lloyd Gough : Eddie Morgan
- Otto Kruger : Mark Towers
- Kathryn Givney : Mme Williams

## Autour du film
- Un autre film consacré à la vie de la star sortit en 1977, Valentino de Ken Russell avec Rudolf Noureev dans le rôle de Rudolph Valentino.